# Bellaco
Bellaco ist eine Ortschaft in Uruguay.

## Geographie

### Lage
Sie befindet sich in der Cuchilla de Haedo im westlichen Teil des Departamento Río Negro in dessen Sektor 2. Südöstlich des Ortes liegt der Cerro Pelado, an dem der Arroyo del Minero entspringt, nordöstlich Bellacos befindet sich die Quelle des Arroyo Bellaco. Bellaco liegt südwestlich von Young und südöstlich von Tres Quintas und San Javier.

### Bodenschätze
Bei Bellaco sind Gips-Vorkommen vorhanden.

## Infrastruktur
Durch den Ort führt die Ruta 25.

## Einwohner
Der Ort hatte bei der Volkszählung im Jahr 2011 283 Einwohner.
| Jahr | Einwohner |
| ---- | --------- |
| 1963 | 118       |
| 1975 | 73        |
| 1985 | 161       |
| 1996 | 89        |
| 2004 | 243       |
| 2011 | 283       |

Quelle: Instituto Nacional de Estadística de Uruguay